# German Institute for Global and Area Studies

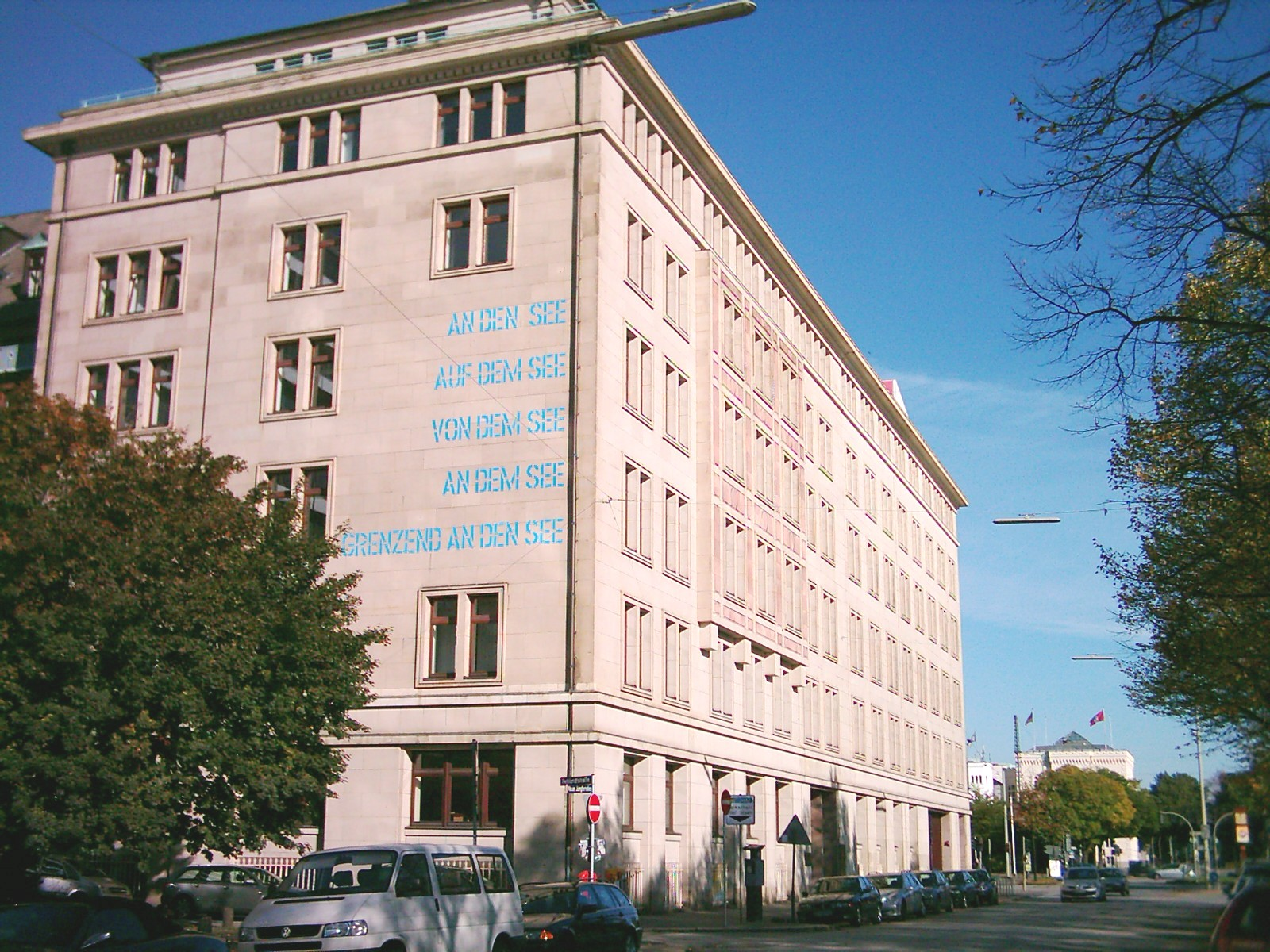
Siedziba GIGA przy Neuer Jungfernstieg 21 w Hamburgu

German Institute for Global and Area Studies (GIGA) – niemiecka instytucja badawcza z siedzibą w Hamburgu, prowadząca badania z zakresu studiów regionalnych i ponadregionalnych.
Zadaniem GIGA jest przede wszystkim prowadzenie badań naukowych, lecz także wspieranie narybku naukowego, doradztwo i transfer wiedzy. Instytut określa się jako think tank dla nauki, polityki, gospodarki i społeczeństwa. W 2009 GIGA otworzyła również biuro w Berlinie.

## Początki
Instytut powstał w 1964 roku. GIGA ze 90 naukowcami jest największą niemiecką i jedną z największych instytucji badawczych w Europie zajmujących się studiami regionalnymi i porównawczymi studiami regionalnymi. 

## Finansowanie
GIGA jest fundacją prawa cywilnego i jest finansowana wspólnie przez Republikę Federalną Niemiec (Ministerstwo Spraw Zagranicznych) i przez kraj związkowy Hamburg (Urząd ds. Nauki i Badań). Oprócz tego, środki na pojedyncze projekty badawcze pochodzą od instytucji wspierających badania naukowe, np. Niemieckiej Wspólnoty Badawczej (niem. Deutsche Forschungsgemeinschaft, DfG) czy fundacji, np. VolkswagenStiftung lub Fundacji Fritza Thyssena.

## Badania
GIGA łączy systematycznie badania nad państwami i regionami (ang. area studies) z ponadregionalnymi studiami porównawczymi (ang. comparative area studies). Naukowcy wyspecjalizowani w zagadnieniach pojedynczych regionów pracują w czterech regionalnych instytutach badawczych a ich prace przyporządkowane są czterem głównym celom badawczym.
GIGA należy do narodowej i międzynarodowej sieci badań naukowych, współpracuje z uniwersytetami i innymi instytutami badawczymi, a także z fundacjami politycznymi i ze związkami.

## Transfer wiedzy
Poza publikacja rezultatów badań w czasopismach naukowych, GIGA udostępnia je szerszej publiczności poprzez wykłady, między innymi w ramach serii imprez „GIGA Forum“. GIGA jest pozauniwersyteckim instytutem badawczym. Pomimo tego statusu instytut jest włączony do nauki akademickiej. Wielu naukowców GIGA jest profesorami lub docentami nieetatowymi na uniwersytecie w Hamburgu.

## Członkostwa
GIGA jest członkiem Naukowego Stowarzyszenia Gottfrieda Wilhelma Leibniza jak i również europejskiego związku politologów ECPR. Poszczególne instytuty są oprócz tego członkami w narodowych i regionalnych związkach jak AEGIS, EuroMeSCo, Latin American Studies Association, w europejskiej sieci ośrodków specjalizujących się w tematyce latynoamerykańskiej REDIAL lub w European Alliance for Asian Studies.

## Publikacje

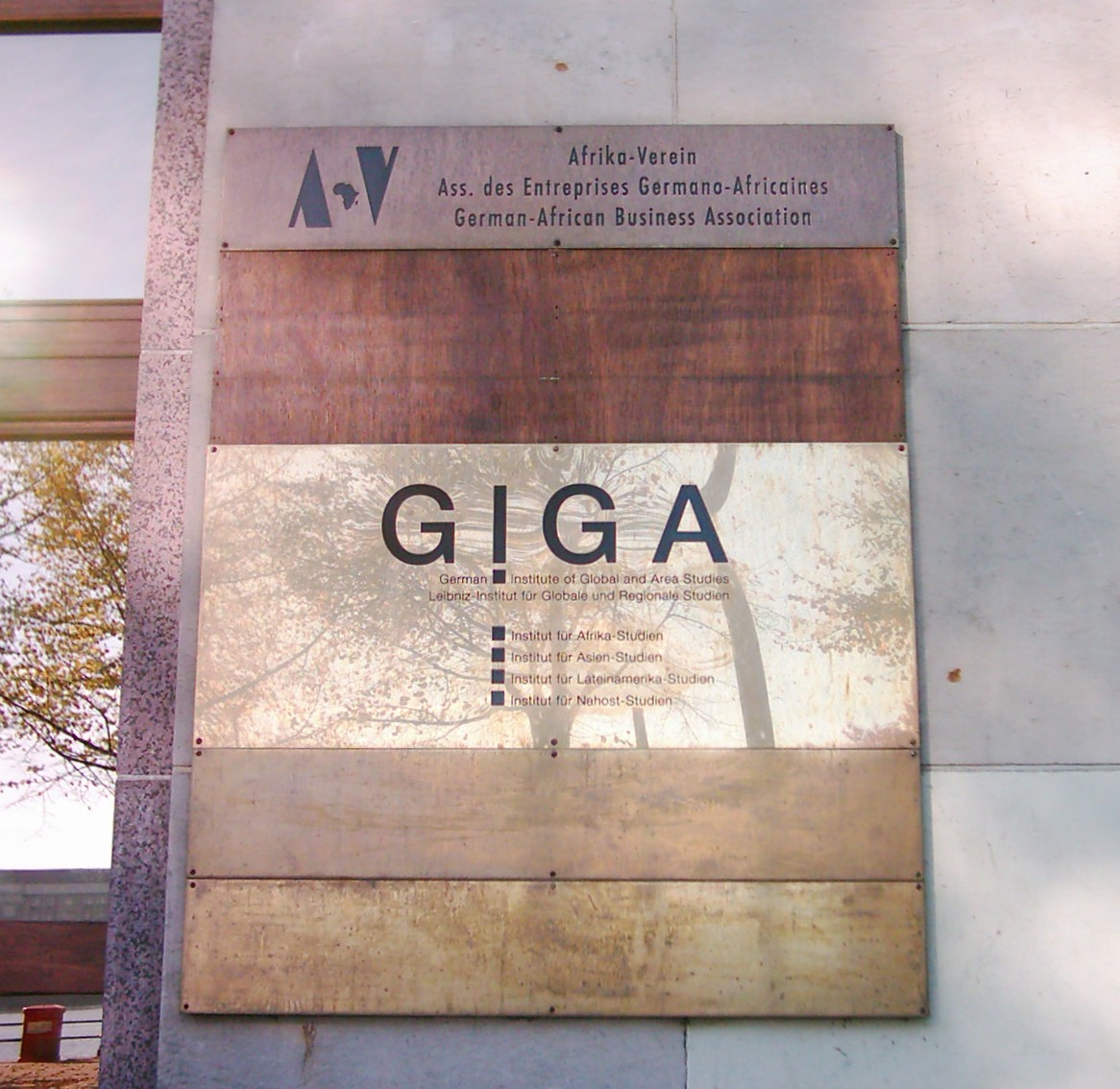
Tablica z czterema instytutami GIGA

GIGA wydaje różne rodzaje publikacji naukowych:
- Seria GIGA Focus – analizy aktualnych politycznych, gospodarczych lub socjalnych tematów w Afryce, Ameryce Łacińskiej, Azji, na Bliskim Wschodzie jak i również dla globalnych tematów. GIGA Focus International Edition oferuje angielskojęzyczne wersje wybranych publikacji spośród pięciu niemieckojęzycznych serii „Fokus“.
- GIGA Journal Family – czasopisma naukowe na warunkach otwartego dostępu (ang. Open Access):
  - Africa Spectrum
  - Journal of Current Chinese Affairs
  - Journal of Politics in Latin America (JPLA)
  - Journal of Current Southeast Asian Affairs